# ثوم أخضر الأزهار
ثوم أخضر الأزهار (الاسم العلمي: Allium viridiflorum) هو نوع من النباتات يتبع جنس الثوم من الفصيلة النرجسية.